# 格列季基
51°19′44″N 24°35′20″E / 51.32889°N 24.58889°E
格列季基（烏克蘭語：Гредьки），是烏克蘭的村落，位於該國西部沃倫州，由科韋利區負責管轄，始建於1538年，面積0.002平方公里，海拔高度173米，2001年人口122，人口密度每平方公里61,000人。